# Hubert Büchel (Politiker)

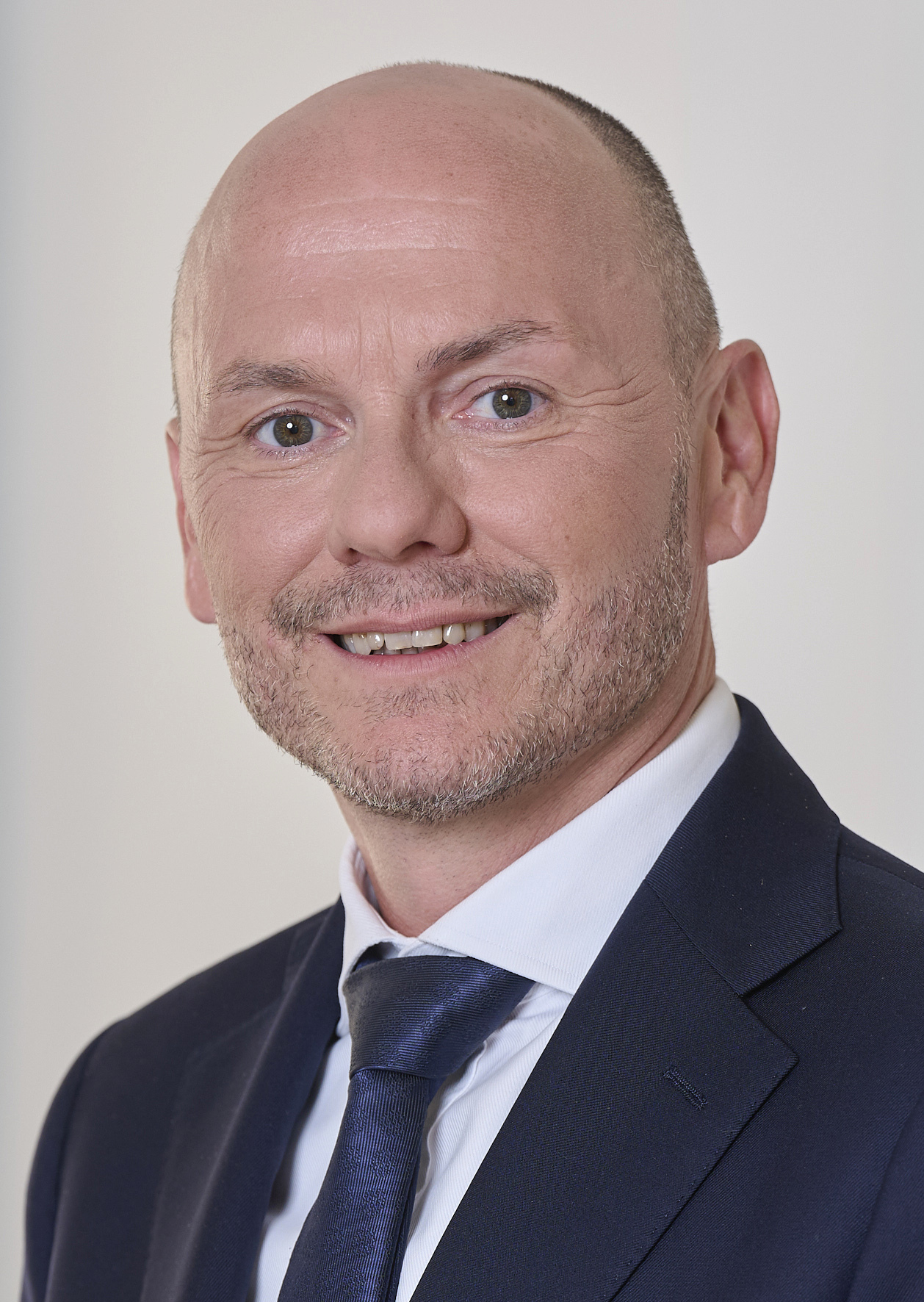
Hubert Büchel (2025)

Hubert Büchel (* 24. Oktober 1973) ist ein liechtensteinischer Politiker (VU). Er ist seit 10. April 2025 als Regierungsrat mit Zuständigkeit für das Ministerium für Inneres, Wirtschaft und Sport Mitglied der Regierung des Fürstentums Liechtenstein.

## Ausbildung und Beruf
Nach Abschluss der Banklehre bei der Liechtensteinischen Landesbank AG (LLB) 1993 war Hubert Büchel zunächst ein Jahr lang als Sachbearbeiter in der LLB-Rechtsabteilung tätig und ab 1994 während sieben Jahren für das Controlling und Reporting des Portfoliomanagements der Bank zuständig. Auch in den folgenden gut 24 Jahren blieb die Finanzbranche sein berufliches Betätigungsfeld. Von 2001 bis 2004 war Büchel als Händler, Portfoliomanager und Anlageberater bei der Serica Bank AG angestellt. Daran schloss sich eine mehrjährige Tätigkeit bei der swissfirst Bank, später Banque Pasche Liechtenstein SA an – zunächst als Kundenberater, ab 2005 als Direktor und Teamleiter "Private Banking". Zwischen 2010 und 2019 arbeitete er als Leiter Private Banking (bis 2015) und Chief Customer Officer (CCO) bei der Bank Frick AG, wo er ab 2015 zudem als Mitglied der Geschäftsleitung fungierte. Von 2019 bis 2021 folgte schliesslich ein Engagement als Chief Markets Officer (CMO) bei der Mason Privatbank Liechtenstein, ehe er 2021 mit der Büchel Advisory GmbH ein eigenes Unternehmen gründete. Im gleichen Jahr übernahm Büchel ein Verwaltungsratsmandat bei der Tantum AG und trat die Stelle des Chief Executive Officer (CEO) bei der GN Finance AG an. Beide Funktionen bekleidete er bis zu seinem Wechsel in die Politik 2025.
Parallel zu seiner beruflichen Tätigkeit absolvierte Hubert Büchel von 2001 bis 2003 ein Nachdiplomstudium in Private Banking an der Hochschule Liechtenstein. In den Jahren 2007 und 2008 durchlief er einen Executive-MBA-Studiengang in Wealth Management an der Universität Liechtenstein. Darauf folgte eine Reihe weiterer berufsbegleitender Schulungen in den Bereichen Leadership, Compliance, Regulierung, Digitalisierung und Change Management.

## Politischer Werdegang
Hubert Büchel war in der Legislaturperiode 2009–2013 Regierungsrat-Stellvertreter für den damaligen Regierungschef Klaus Tschütscher. In der Legislaturperiode 2021–2025 fungierte er als Stellvertretender Landtagsabgeordneter im Liechtensteinischen Landtag. Im Zuge dessen war er auch Stellvertretendes Mitglied in der Parlamentarischen Versammlung des Europarats und Stellvertretendes Mitglied in der EWR/EFTA-Delegation des Liechtensteinischen Landtags.
Im August 2024 nominierte der VU-Parteitag das Regierungsteam für die Landtagswahlen 2025 – mit Regierungschefkandidatin Brigitte Haas sowie Hubert Büchel und Emanuel Schädler als Regierungsratskandidaten. Nachdem die VU aus den Wahlen als stimmenstärkste Partei hervorgegangen war, bildete sie mit der zweitstärksten Partei, der Fortschrittlichen Bürgerpartei (FBP), eine Koalitionsregierung, bestehend aus Regierungschefin Brigitte Haas, den VU-Regierungsräten Hubert Schädler und Emanuel Walser sowie den beiden FBP-Kräften Sabine Monauni (Regierungschefin-Stellvertreterin) und Daniel Oehry (Regierungsrat). Die Vereidigung der neuen Regierung erfolgte am 10. April 2025. Hubert Büchel verantwortet in dieser das Ministerium für Inneres, Wirtschaft und Sport.

## Privates
Hubert Büchel ist geschieden und Vater eines Sohns. Er lebt in Ruggell.